# ナチュラル (スカウトグループ)
ナチュラル（なちゅらる）は、警視庁により「匿名・流動型犯罪グループ（トクリュウ）」と見されている国内最大級の武闘派スカウト集団。

## 概要
2006年ごろに都内の立川で誕生し、2009年に東京都新宿区の歌舞伎町で活動を開始。現在メンバーは約1500人で、提携する風俗店は全国約4000店舗あるとされる。同グループは暴力を背景としたピラミッド構造で厳格に組織化されており、グループの規律を破ったメンバーに対しては高額な罰金や暴力といった厳しい罰則を科すことで知られる。

## 幹部
- 木山兄弟（通称）
  - 兄 - 西田寛昭（旧姓）、その後、西方姓になり、現在はまた名前を変えているとされる[6]。
  - 弟 -

## 内部組織
仕事内容に応じて部署を分け、職能型組織を構築してるとされる。
- 契約課 - 風俗店との契約を担当する
- ウイルス対策課 - 「ウイルス」との隠語で呼称する警察への対策部門

## 暴力団との関係
警視庁暴力団対策課は、ナチュラルが稼いだ資金の一部が暴力団に流れた可能性がを視野に全容解明を目指しているとされる。

## 紹介先
- ソープランド[9]。
- デリバリーヘルス店

## 事件
スカウト狩り